# Holly Beatie
Holly Beatie-Farr – amerykańska biathlonistka, brązowa medalistka mistrzostw świata. Największy sukces w karierze osiągnęła w 1984 roku, kiedy wspólnie z Kari Swenson i Julie Newman zajęła trzecie miejsce w sztafecie na mistrzostwach świata w Chamonix. Na tej samej imprezie zajęła też 29. miejsce w biegu indywidualnym i 26. miejsce w sprincie. Podczas rozgrywanych dwa lata później mistrzostw świata w Falun zajęła 32. miejsce w biegu indywidualnym i 34. w sprincie. Nigdy nie zdobyła punktów do klasyfikacji generalnej Pucharu Świata. Nigdy też nie wzięła udziału w igrzyskach olimpijskich.

## Osiągnięcia

### Mistrzostwa świata
| Rok  | Miejscowość | Konkurencje | Konkurencje | Konkurencje | Konkurencje | Konkurencje | Konkurencje | Konkurencje |
| Rok  | Miejscowość | IN          | SP          | PU          | MS          | RL          | MR          | SR          |
| ---- | ----------- | ----------- | ----------- | ----------- | ----------- | ----------- | ----------- | ----------- |
| 1984 | Chamonix    | 29.         | 26.         | nd.         | nd.         | 3.          | nd.         | –           |
| 1986 | Falun       | 32.         | 34.         | nd.         | nd.         | –           | nd.         | –           |

### Puchar Świata

#### Miejsca w klasyfikacji generalnej
| Sezon     | Miejsce |
| --------- | ------- |
| 1983/1984 | -       |
| 1985/1986 | -       |